# Toyota Avensis
De Avensis is een automodel van het Japanse merk Toyota. Het model is het middenklassemodel van het merk. De auto werd geïntroduceerd als opvolger van de Carina E in 1997 tot 2018. Eind 2008 werd de derde generatie geïntroduceerd.

## Eerste generatie T22 (1997-2003)

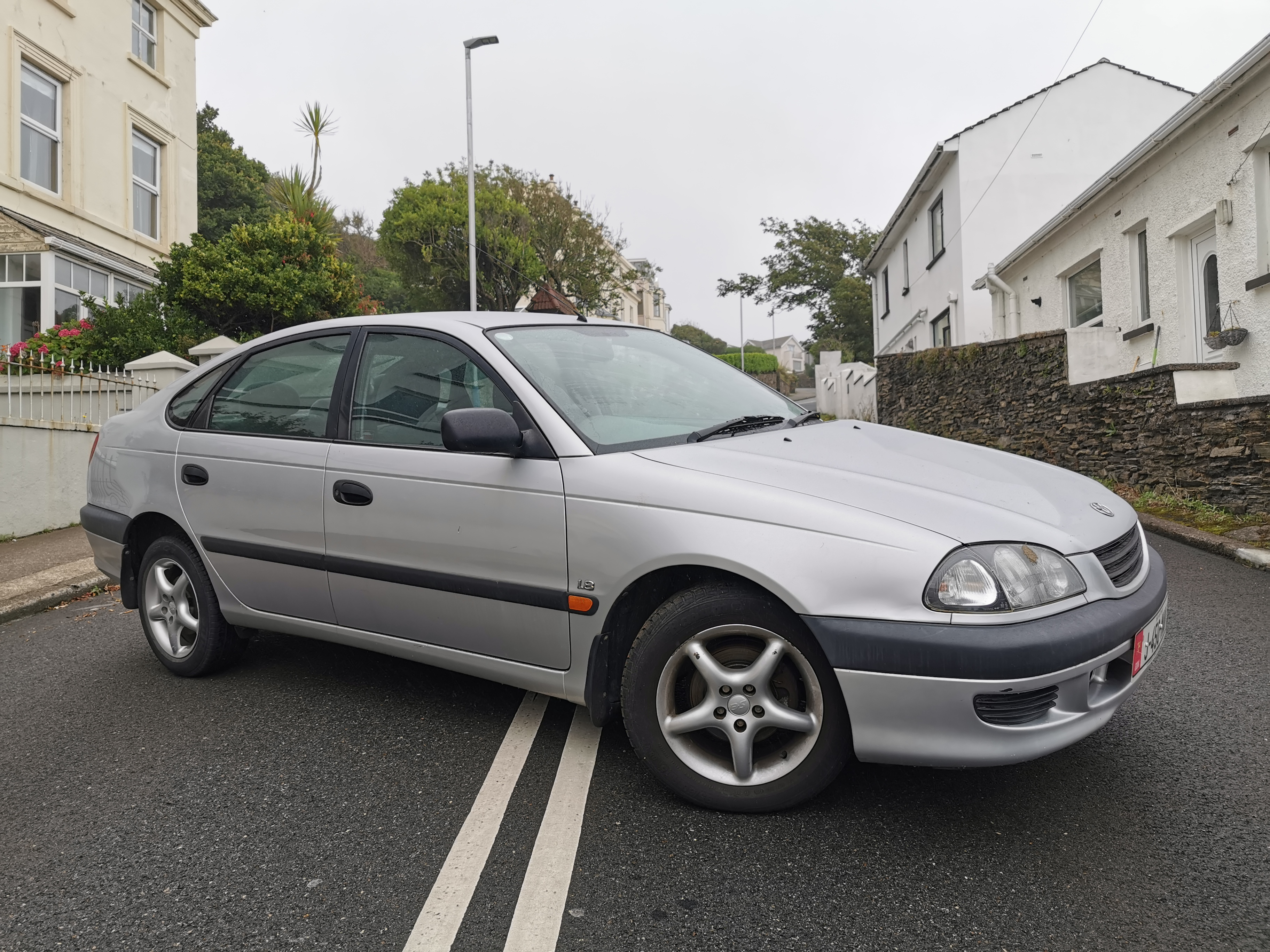
Eerste generatie Toyota Avensis

De Avensis werd ontwikkeld voor de Europese markt en wordt gebouwd in het Verenigd Koninkrijk. Hij werd verkocht in 3 versies: de 4-deurs Sedan, de 5-deurs Wagon, en de 5-deurs Hatchback (door Toyota Liftback genaamd). Hij was verkrijgbaar in 3 benzineversies (1.6l, 1.8l en 2.0l) en één (turbo)diesel (2.0l). Deze turbodiesel was in feite dezelfde motor als in de Carina E, maar met een grotere turbo, waardoor het vermogen steeg naar 90 pk. Eind 1999 kwam er een nieuwe dieselmotor, de 2.0 D-4D met commonrailtechniek en 110 pk. Bij de facelift in 2000 werden de benzinemotoren voorzien van variabele kleptiming, VVT-i genaamd. De 1,8 kreeg daardoor 129 pk. Voor de 2,0 benzine kwam daarbij nog directe inspuiting, D-4 genaamd. Hierdoor steeg het vermogen van 128 naar 150 pk. In 2002 werd een MPV-variant geïntroduceerd: de Toyota Avensis Verso.
| Model     | Motortype | Cilinder/ Kleppen | Cilinderinhoud | Vermogen                     | Koppel              | Bouwperiode   |
| Benzine   | Benzine   | Benzine           | Benzine        | Benzine                      | Benzine             | Benzine       |
| --------- | --------- | ----------------- | -------------- | ---------------------------- | ------------------- | ------------- |
| 1.6       | 4A-FE     | 4/16              | 1598 cm³       | 74 kW (101 pk) bij 5800/min  | 136 Nm bij 4400/min | 1998 tot 2000 |
| 1.6       | 4A-FE     | 4/16              | 1598 cm³       | 81 kW (110 pk) bij 6000/min  | 145 Nm bij 4800/min | 1998 tot 2000 |
| 1.6 VVT-i | 3ZZ-FE    | 4/16              | 1598 cm³       | 81 kW (110 pk) bij 6000/min  | 150 Nm bij 3800/min | 2000 tot 2003 |
| 1.8       | 7A-FE     | 4/16              | 1762 cm³       | 81 kW (110 pk) bij 5600/min  | 155 Nm bij 2800/min | 1998 tot 2000 |
| 1.8 VVT-i | 1ZZ-FE    | 4/16              | 1794 cm³       | 95 kW (129 pk) bij 6000/min  | 170 Nm bij 4200/min | 2000 tot 2003 |
| 2.0       | 3S-FE     | 4/16              | 1998 cm³       | 94 kW (128 pk) bij 5400/min  | 178 Nm bij 4400/min | 1998 tot 2000 |
| 2.0 D-4   | 1AZ-FSE   | 4/16              | 1998 cm³       | 110 kW (150 pk) bij 5700/min | 200 Nm bij 4000/min | 2000 tot 2003 |
| Diesel    |           |                   |                |                              |                     |               |
| 2.0 TD    | 2C-TE     | 4/8               | 1975 cm³       | 66 kW (90 pk) bij 4000/min   | 203 Nm bij 2200/min | 1998 tot 2000 |
| 2.0 D-4D  | 1CD-FTV   | 4/16              | 1995 cm³       | 81 kW (110 pk) bij 4000/min  | 250 Nm bij 2000/min | 1999 tot 2003 |

## Tweede generatie T25 (2003-2007)

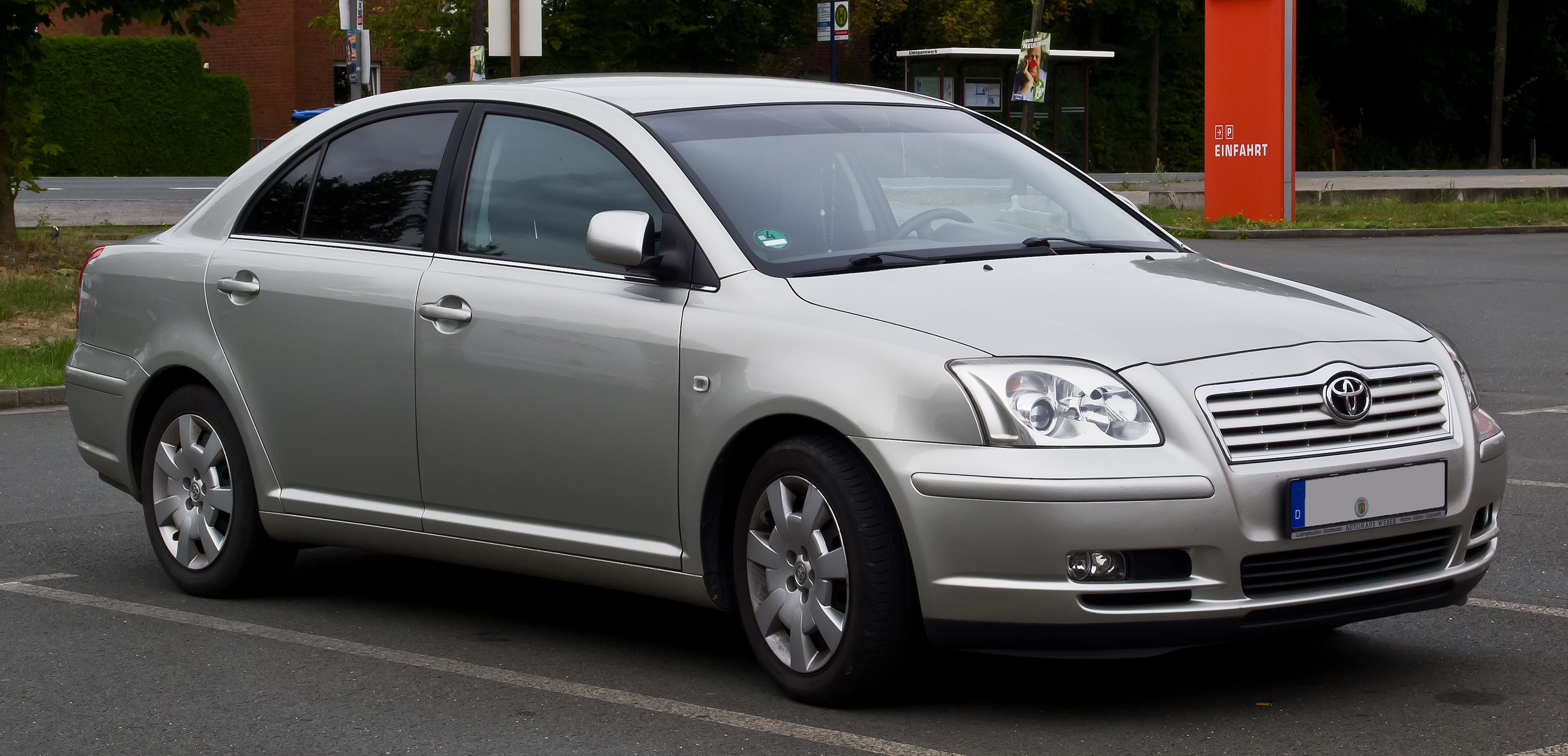
Tweede generatie Toyota Avensis.

De tweede generatie kwam in 2003 en was vooral op designvlak een vernieuwing, want de vier motoren van de vorige generatie werden integraal overgenomen. De 1.6 benzine was niet langer leverbaar in de Wagon. De 2,0 diesel kreeg daarnaast een opwaardering met 6 pk. Daarbovenop kwam een geheel nieuw ontwikkelde, krachtige 2.4l benzinemotor met 163 pk. Deze is alleen met vijftrapsautomaat leverbaar, die geheel nieuw ontwikkeld is. In latere jaren kwamen de krachtiger 2.2l D-4D dieselmotoren onder de motorkap van de Avensis. De minst krachtige versie levert 150 pk, de D-CAT-versie, een schonere versie, heeft 177 pk.
In 2006 onderging het model een minieme facelift. Bij deze facelift werd de tweeliter dieselmotor vernieuwd, deze kreeg hierdoor 126 pk. In 2007 werd de 1.6 benzine weer leverbaar in de Wagon, als alternatief voor het verdwijnen van de stationwagen-versie van de Corolla.
| Model          | Motortype | Cilinder/ Klep | Cilinderinhoud | Vermogen                         | Koppel              | Bouwperiode |
| Benzine        | Benzine   | Benzine        | Benzine        | Benzine                          | Benzine             | Benzine     |
| -------------- | --------- | -------------- | -------------- | -------------------------------- | ------------------- | ----------- |
| 1.6 VVT-i *    | 3ZZ-FE    | 4/16           | 1598 cm³       | 81 kW (110 pk) bij 6000/min      | 150 Nm bij 3800/min | 2003−2004   |
| 1.8 VVT-i      | 1ZZ-FE    | 4/16           | 1794 cm³       | 95 kW (129 pk) bij 6000/min      | 170 Nm bij 4200/min | 2003−2009   |
| 2.0 D-4 **     | 1AZ-FSE   | 4/16           | 1998 cm³       | 108 kW (147 pk) bij 5700/min *** | 196 Nm bij 4000/min | 2003−2009   |
| 2.4 D-4        | 2AZ-FSE   | 4/16           | 2362 cm³       | 120 kW (163 pk) bij 5800/min     | 230 Nm bij 3800/min | 2003−2009   |
| Diesel         |           |                |                |                                  |                     |             |
| 2.0 D-4D **    | 1CD-FTV   | 4/16           | 1995 cm³       | 85 kW (116 pk) bij 3600/min      | 280 Nm bij 2000/min | 2003−2006   |
| 2.0 D-4D       | 1AD-FTV   | 4/16           | 1998 cm³       | 93 kW (126 pk) bij 3600/min      | 300 Nm bij 1800/min | 2006−2009   |
| 2.2 D-4D       | 2AD-FTV   | 4/16           | 2231 cm³       | 110 kW (150 pk) bij 3600/min     | 310 Nm bij 2000/min | 2005−2006   |
| 2.2 D-4D D-CAT | 2AD-FHV   | 4/16           | 2231 cm³       | 130 kW (177 pk) bij 3600/min     | 400 Nm bij 2000/min | 2005−2009   |

* In bepaalde landen verkrijgbaar zoals Noorwegen, Polen, Turkije en Griekenland
** Ook als Avensis Verso
*** In Avensis Verso: 110 kW (150 pk)

## Derde generatie T27 (2009-2018)

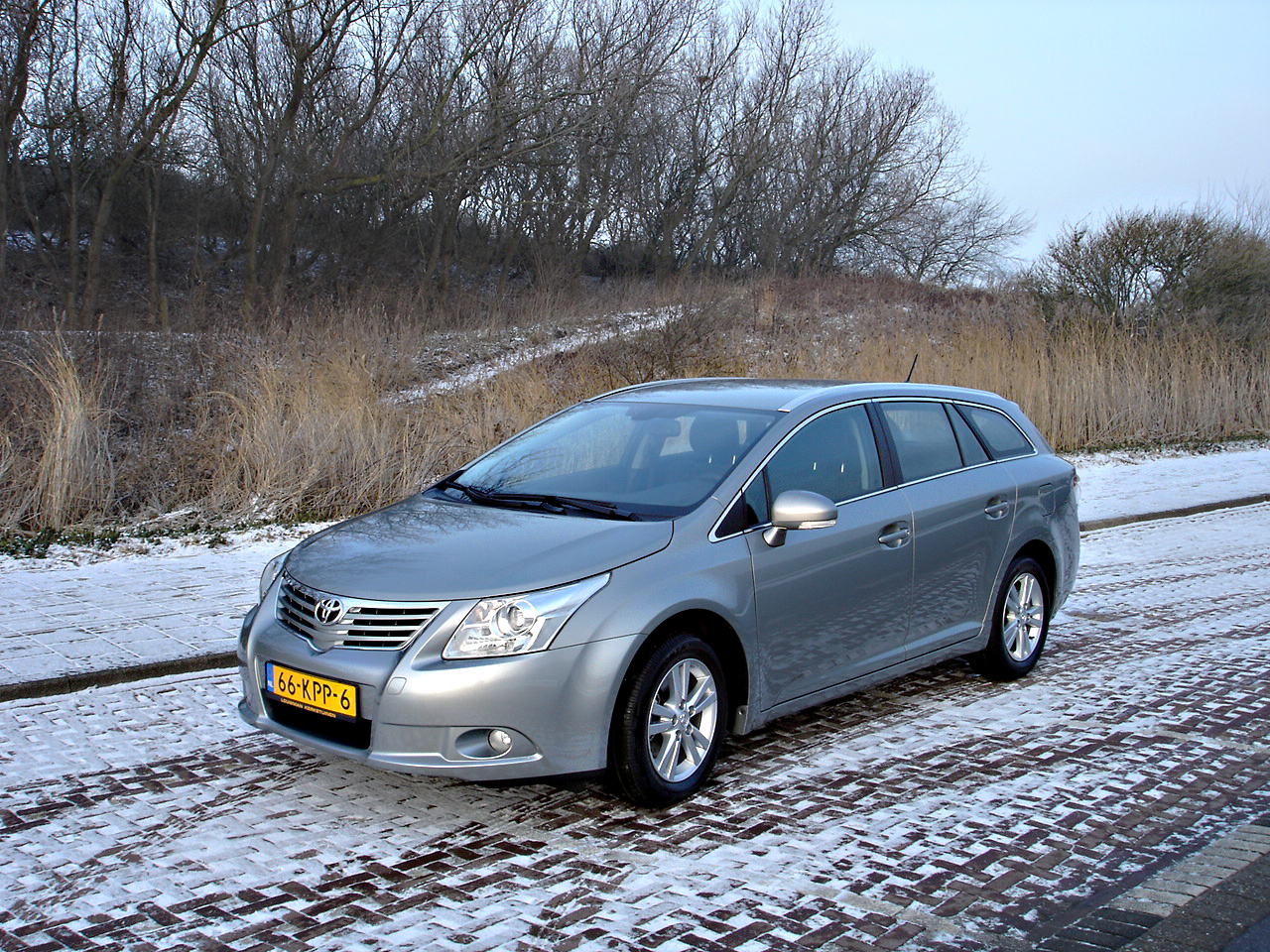
Toyota Avensis Dynamic Wagon, 3de generatie.

De derde generatie is eind 2008 geïntroduceerd en is leverbaar in een sedan en stationwagon uitvoering. Voor de motorisering zijn 1.6 (132 pk), 1.8 (147 pk) en 2.0 (152 pk) liter benzinemotoren en 2.0 (126 pk) en 2.2 (150/177 pk) liter dieselmotoren beschikbaar.

## Facelift
In 2015 onderging de Avensis een facelift. O.a. het front werd gewijzigd, andere achterlichten en de auto werd voorzien van dagrijverlichting. De auto kan ook uitgerust worden met Toyota Touch (en Go (Plus)). De dieselmotoren werden toen ook geleverd door BMW, een 1.6 (112pk) en 2 liter (143pk) motor.

### Motoren
| Model          | Motortype | Cilinder/ Kleppen | Cilinderinhoud | Vermogen                     | Koppel                   | Bouwperiode |
| Benzine        | Benzine   | Benzine           | Benzine        | Benzine                      | Benzine                  | Benzine     |
| -------------- | --------- | ----------------- | -------------- | ---------------------------- | ------------------------ | ----------- |
| 1.6 Valvematic | 1ZR-FAE   | 4/16              | 1598 cm³       | 97 kW (132 pk) bij 6400/min  | 160 Nm bij 4400/min      | sinds 2009  |
| 1.8 Valvematic | 2ZR-FAE   | 4/16              | 1798 cm³       | 108 kW (147 pk) bij 6400/min | 180 Nm bij 4000/min      | sinds 2009  |
| 2.0 Valvematic | 3ZR-FAE   | 4/16              | 1987 cm³       | 112 kW (152 pk) bij 6200/min | 196 Nm bij 4000/min      | sinds 2009  |
| Diesel         |           |                   |                |                              |                          |             |
| 2.0 D-4D       | 1AD-FTV   | 4/16              | 1998 cm³       | 93 kW (126 PK) bij 3600/min  | 310 Nm bij 1800–2400/min | sinds 2009  |
| 2.2 D-4D       | 2AD-FTV   | 4/16              | 2231 cm³       | 110 kW (150 pk) bij 3600/min | 340 Nm bij 2000–2800/min | sinds 2009  |
| 2.2 D-4D D-CAT | 2AD-FHV   | 4/16              | 2231 cm³       | 130 kW (177 pk) bij 3600/min | 400 Nm bij 2000–2800/min | sinds 2009  |

## Gaspedaal
Begin 2010 ontstond er in de Verenigde Staten ophef na enkele ongevallen met dodelijke afloop waarbij een Toyota betrokken was. Vermoed werd dat het gaspedaal van verschillende Toyota-modellen kon blijven hangen, waarop Toyota besloot tot een terugroepactie van vrijwel alle recente modellen waarbij de gaspedalen aangepast werden. Omdat ook in Europese Toyota's de betreffende gaspedalen ingebouwd waren werden ook in Europa veel modellen - waaronder de Avensis - teruggeroepen.
Op 9 februari 2011 maakte het Amerikaanse ministerie van Transport bekend dat het geen technische fout had kunnen vinden die de problemen met het gaspedaal zou kunnen veroorzaken.
Personenauto's (leverbaar): Aygo · bZ4X · Camry · Corolla · C-HR · Highlander · Land Cruiser · Mirai · Prius · RAV4 · (GR) Supra · Yaris · Yaris Cross

Bedrijfswagens: Hilux · Proace

Niet meer leverbaar: 1000 · 2000GT · 4Runner · Auris · Avensis · Avensis Verso · Carina · Celica · Corolla Verso · Corona · Cressida · Crown · Dyna · FunCruiser · GT86 · Hiace · iQ · LiteAce · MR2 · Paseo · Picnic · Previa · Starlet · Tercel · Urban Cruiser · Verso · Verso-S · Yaris Verso